# Mohammad Khouja
Mohammad Khouja znany również jako Mohammad Khojah (arab. محمد خوجة; ur. 15 marca 1982) – saudyjski piłkarz występujący na pozycji bramkarza. Obecnie gra w Al-Ettifaq.

## Kariera klubowa
Mohammad Khouja zawodową karierę rozpoczynał w 2002 roku w Ohud Medina. W sezonie 2004/2005 zajął z nim ostatnie miejsce w tabeli saudyjskiej ekstraklasy i spadł do drugiej ligi.
W 2005 roku Khouja podpisał kontrakt z pierwszoligowym zespołem Al-Shabab. W debiutanckim sezonie zdobył z nim mistrzostwo kraju, a w kolejnych rozgrywkach zajął 4. miejsce w ligowej tabeli. W Al-Shabab Khouja spędził łącznie 4 lata, podczas których o miejsce w składzie rywalizował z takimi bramkarzami jak Tariq Al-Harqan, Rashed Al-Mugren i Waleed Abdullah.
W 2009 roku Khouja odszedł do innego pierwszoligowego saudyjskiego klubu – Al-Ettifaq.

## Kariera reprezentacyjna
W reprezentacji Arabii Saudyjskiej Massad zadebiutował w 2004 roku. W 2006 roku Marcos Paquetá powołał go do kadry na Mistrzostwa Świata w Niemczech. Arabia Saudyjska na mundialu zajęła ostatnie miejsce w swojej grupie i odpadła z turnieju. Sam Khouja po Mabrouku Zaidzie oraz Mohammedzie Al-Deayea był na mistrzostwach 3. bramkarzem w drużynie i nie wystąpił w żadnym spotkaniu.